# Omloop van het Houtland 1992
L'Omloop van het Houtland 1992, quarantottesima edizione della corsa, si svolse il 1º ottobre 1992 su un percorso con partenza e arrivo a Lichtervelde. Fu vinto dal belga Johan Devos della La William-Duvel davanti al suo connazionale Ferdi Dierickx e all'olandese Jelle Nijdam.

## Ordine d'arrivo (Top 10)
| Pos. | Corridore          | Squadra                                | Tempo |
| ---- | ------------------ | -------------------------------------- | ----- |
| 1    | Johan Devos        | La William-Duvel                       |       |
| 2    | Ferdi Dierickx     | Assur Carpets-Willy Naessens-Euroclean |       |
| 3    | Jelle Nijdam       | Buckler                                |       |
| 4    | Michel Cornelisse  | La William-Duvel                       |       |
| 5    | Andrei Tchmil      | GB-MG Maglificio-Bianchi               |       |
| 6    | Danny Daelman      |                                        |       |
| 7    | Stefaan Vermeersch |                                        |       |
| 8    | Gino Van Hooydonck | Buckler-Colnago-Decca                  |       |
| 9    | Marat Ganeev       | Petrosport                             |       |
| 10   | Rik Coppens        | Collstrop-Garden Wood-Histor           |       |